# Ozero Seltjanskoje
Ozero Seltjanskoje (ryska: Озеро Сельчанское) är en sjö i Belarus.   Den ligger i voblasten Vitsebsks voblast, i den norra delen av landet, 170 km norr om huvudstaden Minsk. Ozero Seltjanskoje ligger 140 meter över havet. Arean är 0,13 kvadratkilometer. Den sträcker sig 0,8 kilometer i nord-sydlig riktning, och 0,2 kilometer i öst-västlig riktning.
Omgivningarna runt Ozero Seltjanskoje är en mosaik av jordbruksmark och naturlig växtlighet. Runt Ozero Seltjanskoje är det ganska glesbefolkat, med 38 invånare per kvadratkilometer.